# Symmoriida
Ordre
Familles de rang inférieur
- † Symmoriidae
- † Falcatidae
- † Stethacanthidae

Les Symmoriida ou Symmoriiformes forment un ordre éteint de poissons cartilagineux holocéphales caractérisés par un fort dimorphisme sexuel et la présence d'appendices cartilagineux allongés, enracinés à la base des nageoires pectorales.
Ces tout premiers « requins » ont vécu dans les eaux douces et les eaux salées en Europe, en Amérique du Nord  et en Russie du Dévonien supérieur il y a environ 380 Ma (millions d'années) jusqu'à la fin du Permien où ils auraient disparu lors de la grande extinction Permien-Trias, il y a environ entre 252 Ma.
La découverte en 2013 d'une dent de Symmoriida dans le Crétacé inférieur (Valanginien), près de la commune française de Ganges située dans le département de l'Hérault dans le sud de la France, démontre que ces poissons ont survécu à l'extinction de la fin du Permien et ont vécu encore au moins 120 Ma de plus.
Cette dent découverte dans des sédiments déposés dans un environnement de plateforme externe relativement profonde démontre que des espèces ont utilisé les zones marines profondes comme refuge leur permettant de survivre à des catastrophes exceptionnelles comme la grande extinction de la fin du Permien.

## Liste desfamilles
Trois familles sont rattachées à l'ordre des Symmoriida :
- les † Symmoriidae, parmi lesquels les genres Symmorium et Cobelodus avec des appendices cartilagineux pointus enracinés à la base des nageoires pectorales ;
- les † Falcatidae à laquelle est rattachée la dent trouvée dans le Crétacé inférieur du sud de la France. Le genre Falcatus a donné son nom à la famille, il montre des poissons mâles avec une nageoire dorsale transformée en faux ou épine pointée vers l'avant ; les appendices pectoraux cartilagineux sont plus discrets ;
- les † Stethacanthidae, parmi lesquels les espèces Stethacanthus altonensis et Akmonistion zangerli dont les mâles sont dotés d'une nageoire dorsale singulière en forme d'enclume ou de brosse retournée. Ils possèdent de plus, comme les Symmoriidae, des appendices cartilagineux très allongés, ancrés à la base des nageoires pectorales.

## Classification
Selon BioLib (11 janvier 2021) :
- famille Denaeidae Berg, 1940 † (dont le genre Denaea Pruvost, 1922 †)
- famille Stethacanthidae Lund, 1974 †
- famille Symmoriidae Dean, 1909 †
- genre Falcatus Lund, 1985 † (dans la famille Falcatidae selon TPDB[4] )

## Galerie d'images de Symmoriida

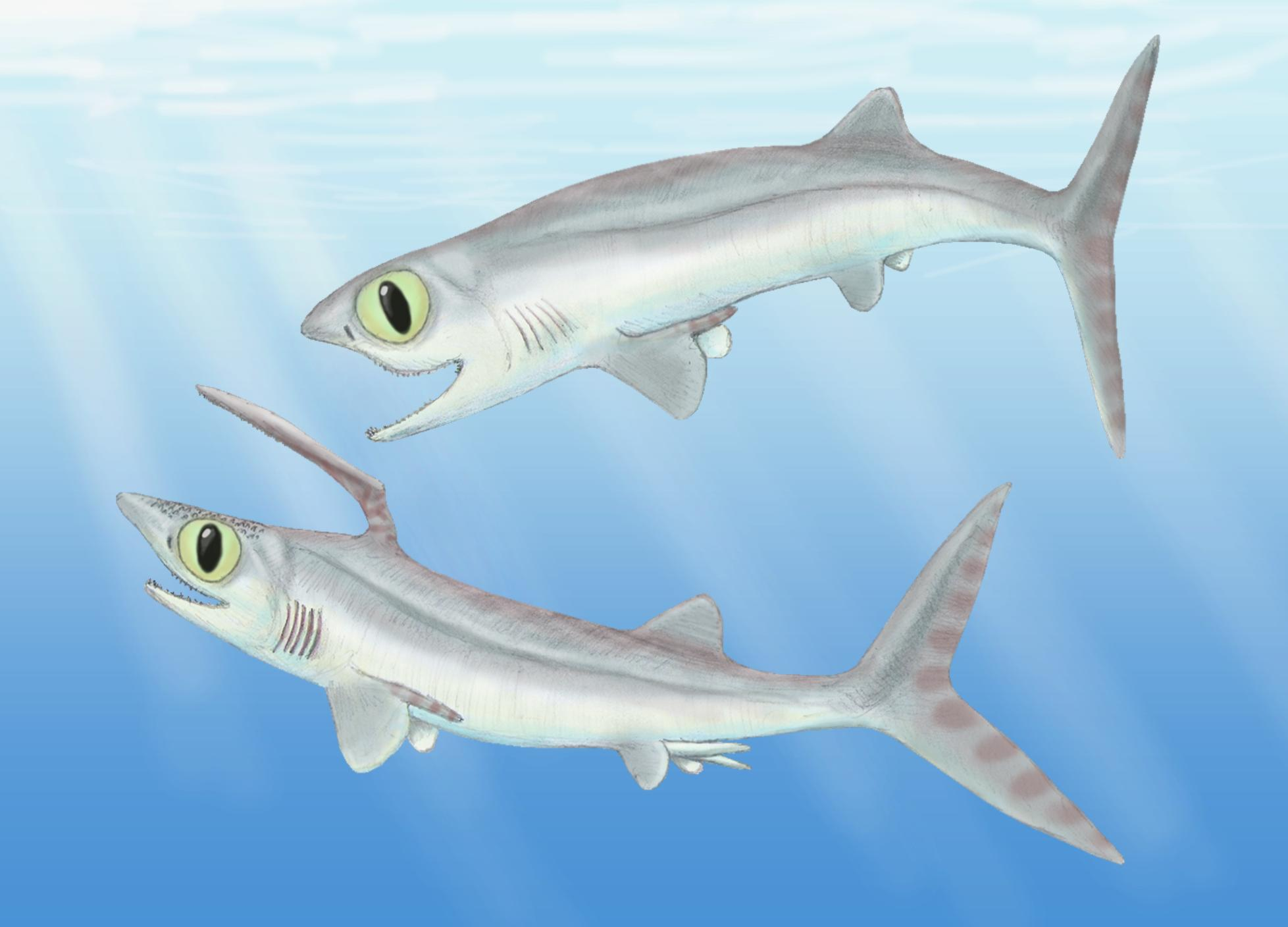
Falcatus falcatus.
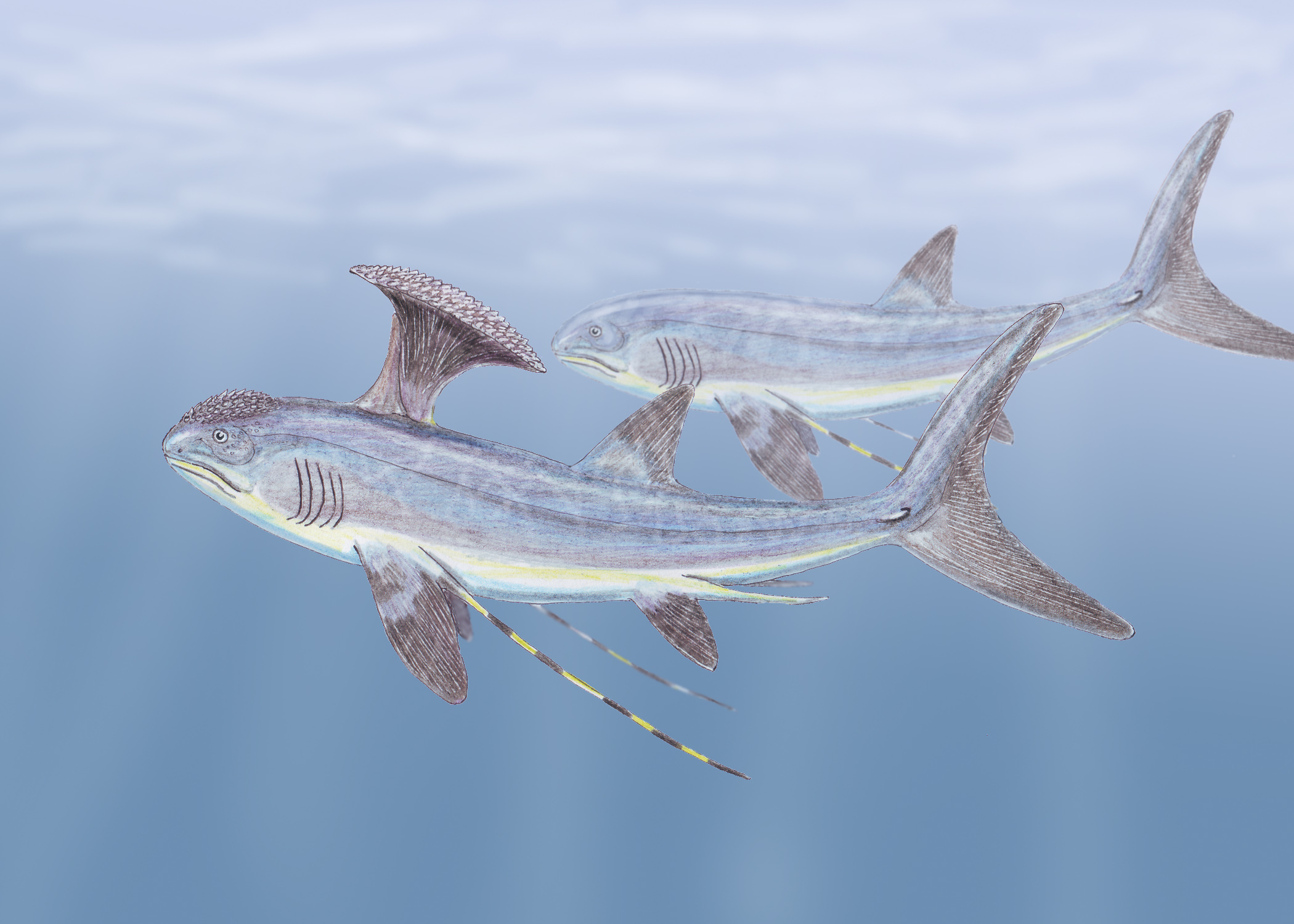
Stethacanthus altonensis.
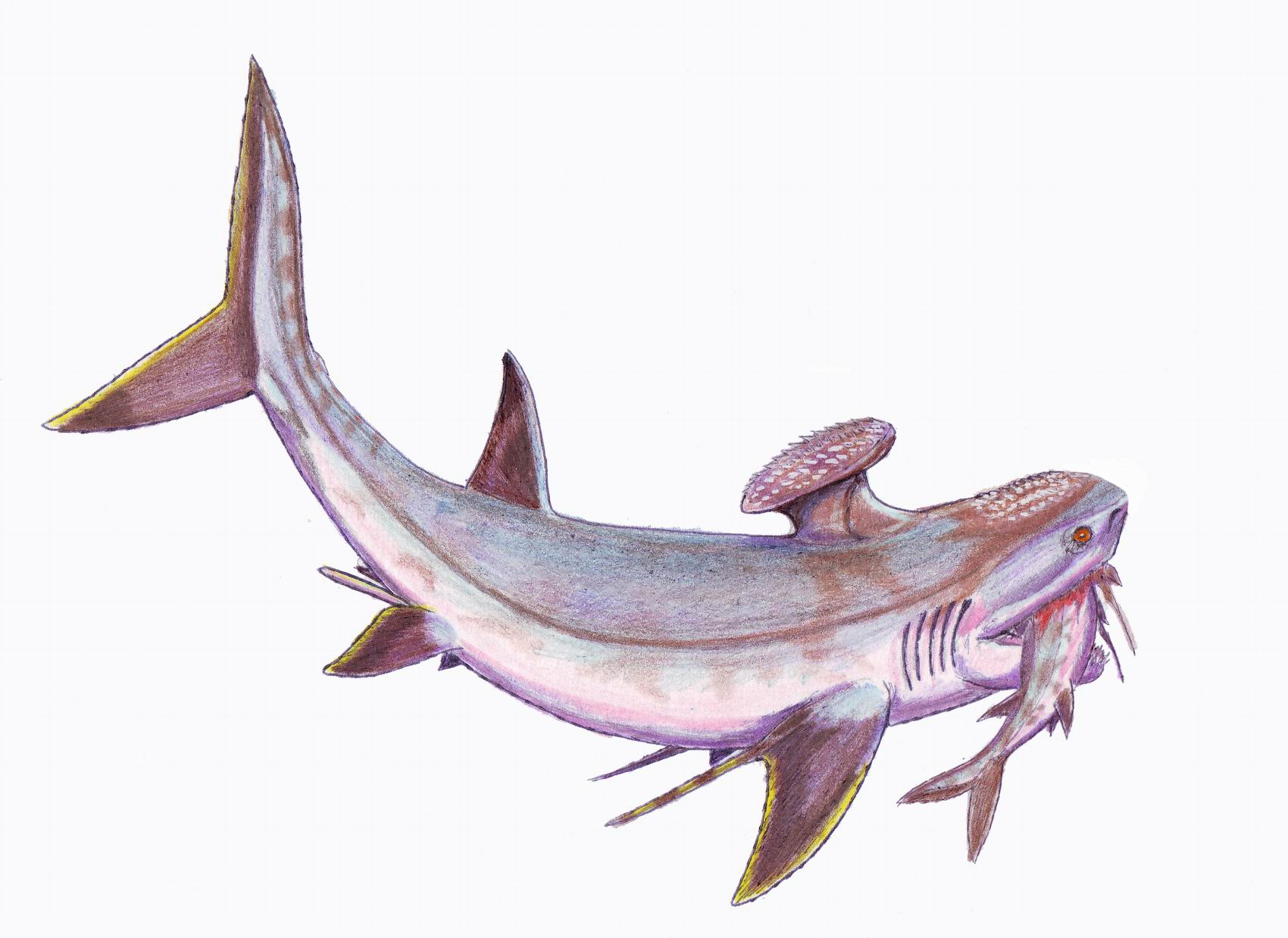
Stethacanthus productus.
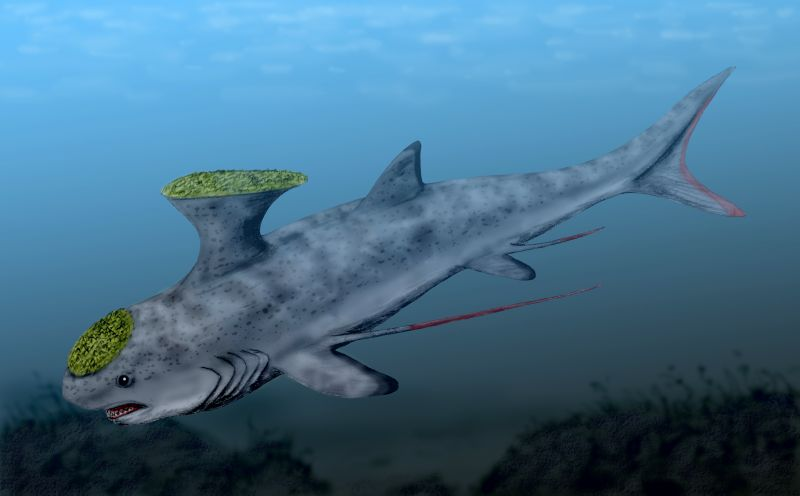
Akmonistion zangerli.